# Uwe Gauditz
Uwe Gauditz (* 14. September 1940 in Berlin) ist ein deutscher Schauspieler bei Bühne und Fernsehen.

## Leben und Wirken
Gauditz erhielt seine künstlerische Ausbildung an der Fritz-Kirchhoff-Schauspielschule seiner Heimatstadt. Dort gab er auch seinen Theatereinstand, ehe er 1959 nach Münster ans Theater im kleinen Raum verpflichtet wurde. Zeitgleich erfolgte sein Filmdebüt an der Seite der gleichaltrigen Elke Sommer in dem Kinofilm Am Tag, als der Regen kam. Nach einer Verpflichtung in Kassel kehrte Gauditz nach Berlin zurück, um an dortigen Spielstätten (wie beispielsweise dem Forum-Theater) seine Arbeit fortzusetzen. Nebenbei fand er ab 1969 Beschäftigung vor der Kamera und war mit zahlreichen Auftritten vor allem in Fernsehproduktionen und Hörfunkrollen des SFB zu sehen.

## Filmografie
- 1959: Am Tag, als der Regen kam
- 1960: Geschminkte Jugend
- 1961: Zu jung für die Liebe?
- 1969: Tagebuch eines Frauenmörders
- 1970: Tommy Tulpe (TV-Serie)
- 1971: Die Pulvermänner (TV-Serie)
- 1974: Die Rache
- 1975: Kommissariat 9 – Spekulationen
- 1975: Lieb Vaterland magst ruhig sein
- 1977: Anpassung an eine zerstörte Illusion
- 1983: Zausel
- 1984: Mrs. Harris – Freund mit Rolls Royce